# Glooston
 (octobre 2023).
Glooston est une paroisse civile et un village du Leicestershire, en Angleterre.